# Глуха
Глуха — річка у Сніжнянській міській раді та Антрацитівському районі Донецької та Луганської областей, права притока річки Міусу.

## Опис
Довжина річки 29  км.,  похил річки — 7,4 м/км. Формується з багатьох безіменних струмків та водойм. Площа басейну 153 км².

## Розташування
Глуха бере початок у селищі міського типу Сєверне. Тече переважно на південний схід в межах населених пунктів Андріївки та Корінного. На околиці Міусинська впадає у річку Міус, що впадає в Міуський лиман Таганрозької затоки (Азовське море).